# Gare de Hanestad
la gare de Hanestad fait partie de la ligne de Røros. C'est une des plus anciennes gare de la ligne. Elle se situe dans la commune de Rendalen dans le Comté de Hedmark. 
Elle n'a plus aujourd'hui de personnel mais est devenue une "gare culturelle" grâce à l'organisme d'état qui gère les infrastructures ferroviaires et l'association Kultur og Fritid qui assure un accueil des passagers quelques jours par an.